# 勇者ソー 〜アスガルドの伝説〜
『勇者ソー 〜アスガルドの伝説〜』（ゆうしゃソー アスガルドのでんせつ、原題: Thor: Tales of Asgard）は、2011年5月17日にアメリカ合衆国より発売されたアニメーション映画（オリジナルビデオアニメ）。マーベル・コミックのキャラクター・マイティ・ソーの少年時代を描いた冒険ファンタジー作品。
日本では劇場未公開。2012年7月1日にディズニーXDより初放送されている。また、2012年8月8日にキングレコードよりDVD（KIBF-1042）とBlu-ray Disc（KIXF-82）が同時に発売されており、トレーラー集とプロモ映像集など約24分の映像特典を収録している。
ウォルト・ディズニー・ジャパンはディズニーXDの放送を2021年1月31日で終了し、一部の番組はディズニー・チャンネルに移行したため、本作における日本語吹き替えは、ディズニーXD版からキングレコード版に変更された。

## ストーリー
アスガルドに暮らす若き王子ソーは戦士として国のために戦いたいと考えていたが、父オーディンから国外に出ることを禁止されていた。
戦士達との訓練では負け知らずで自信を持っていたが、ある日、王子という立場のため戦士達から忖度されていた事を知る。
それでも自分の強さを疑わないソーは、オーディンや民に戦士として認めてもらうため弟ロキを連れて氷の巨人の国ヨトゥンヘイムへ伝説の剣「スルトの剣」を探しに行くのだった。

## キャスト
| 役名           | 俳優                   | 日本語吹き替え | 日本語吹き替え   |
| 役名           | 俳優                   | ディズニーXD版 | キングレコード版 |
| -------------- | ---------------------- | -------------- | ---------------- |
| マイティ・ソー | マット・ウルフ         | 小野塚貴志     | 高橋広樹         |
| ロキ           | リック・ゴメス         | 河西健吾       | 山崎健太郎       |
| シフ           | タラ・ストロング       | 佐古真弓       | 石田嘉代         |
| オーディン     | クリス・ブリットン     | 麦人           | 乃村健次         |
| スリム         | ジョン・ノヴァク       | 廣田行生       |                  |
| アルグリム     | ロン・ハルダー         | 松本大         | 斉藤次郎         |
| ファンドラル   | アリステア・エイベル   | 阪口周平       |                  |
| ブリュンヒルデ | キャシー・ウェセルック | 根本圭子       |                  |

- その他の日本語吹き替え（ディズニーXD版）：金光宣明／船木真人／髙階俊嗣／松本忍／杉村憲司／美名／吉岡さくら／林和良

## 日本語版制作スタッフ
ディズニーXD版
- 演出：麦島哲也
- 翻訳：久保喜昭
- 録音制作：HALF H・P STUDIO

## スタッフ
- 監督：サム・リウ
- 脚本：グレッグ・ジョンソン、クレイグ・カイル
- 製作：ゲイリー・ハートル
- 製作総指揮：ケヴィン・フェイグ、エリック・S・ロールマン
- 音楽：ガイ・ミッシェルモア
- 編集：ジョージ・P・リズカラー